# Герб Светлограда
Герб Светлограда — является символом города Светлограда, административного центра Петровского района и городского поселения Город Светлоград Ставропольского края Российской Федерации.

## Описание герба и его символики
«В лазоревом поле щита над серебряным стенозубчатым поясом в кладку расположенном в фокусе, в почетном месте — золотое солнце».
Лазоревый фон ассоциируется с рекой Калаус, стена выражает вторую часть названия города «-град». Солнце отражает первую часть названия города «Светло-».

## История

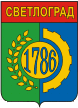
Первый герб Светлограда (1986—2005)

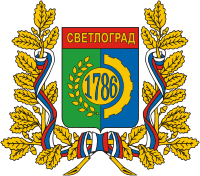
Проект герба Светлограда (ок. 1994)

Впервые создание герба города Светлограда началось в 1986 году, к празднованию 200-летия города.
Разработанный герб официально утвержден не был, хотя и просуществовал на административных и культурных объектов вплоть до 2005 года.
В 2005 году администрацией города было принято разработать новую символику города: гимн, герб и флаг.
10 августа 2005 года на заседании городского совета были рассмотрены и утверждены разработанные художником И. Л. Проститовым проекты герба и флага, а уже 7 сентября 2005 года герб был внесён в Государственный геральдический регистр Российской Федерации под регистрационном номером 2536.